# Týdeník
Týdeník je tiskovina vydávaná jednou za týden. Některé týdeníky obsahují aktuální informace, které se odehrály za poslední týden.

## České týdeníky (výběr)
- Respekt
- Reflex
- Týden
- Euro
- Katolický týdeník
- Týdeník Květy
- Vlasta
- TV Magazín
- Týdeník Televize